# Sawyer (Kansas)
Sawyer es una ciudad ubicada en el condado de Pratt en el estado estadounidense de Kansas. En el año 2010 tenía una población de 124 habitantes y una densidad poblacional de 413,33 personas por km².

## Geografía
Sawyer se encuentra ubicada en las coordenadas 37°29′54″N 98°41′0″O / 37.49833, -98.68333 (37.498323, -98.683223).

## Demografía
Según la Oficina del Censo en 2000 los ingresos medios por hogar en la localidad eran de $24,688 y los ingresos medios por familia eran $32,917. Los hombres tenían unos ingresos medios de $26,875 frente a los $22,083 para las mujeres. La renta per cápita para la localidad era de $12,357. Alrededor del 17.1% de la población estaban por debajo del umbral de pobreza.